# Heinrich Siepmann (Architekt)
Heinrich Siepmann (* 12. Februar 1850 in Speldorf; † 15. Juli 1892 in Hannover) war ein deutscher Architekt.

## Leben

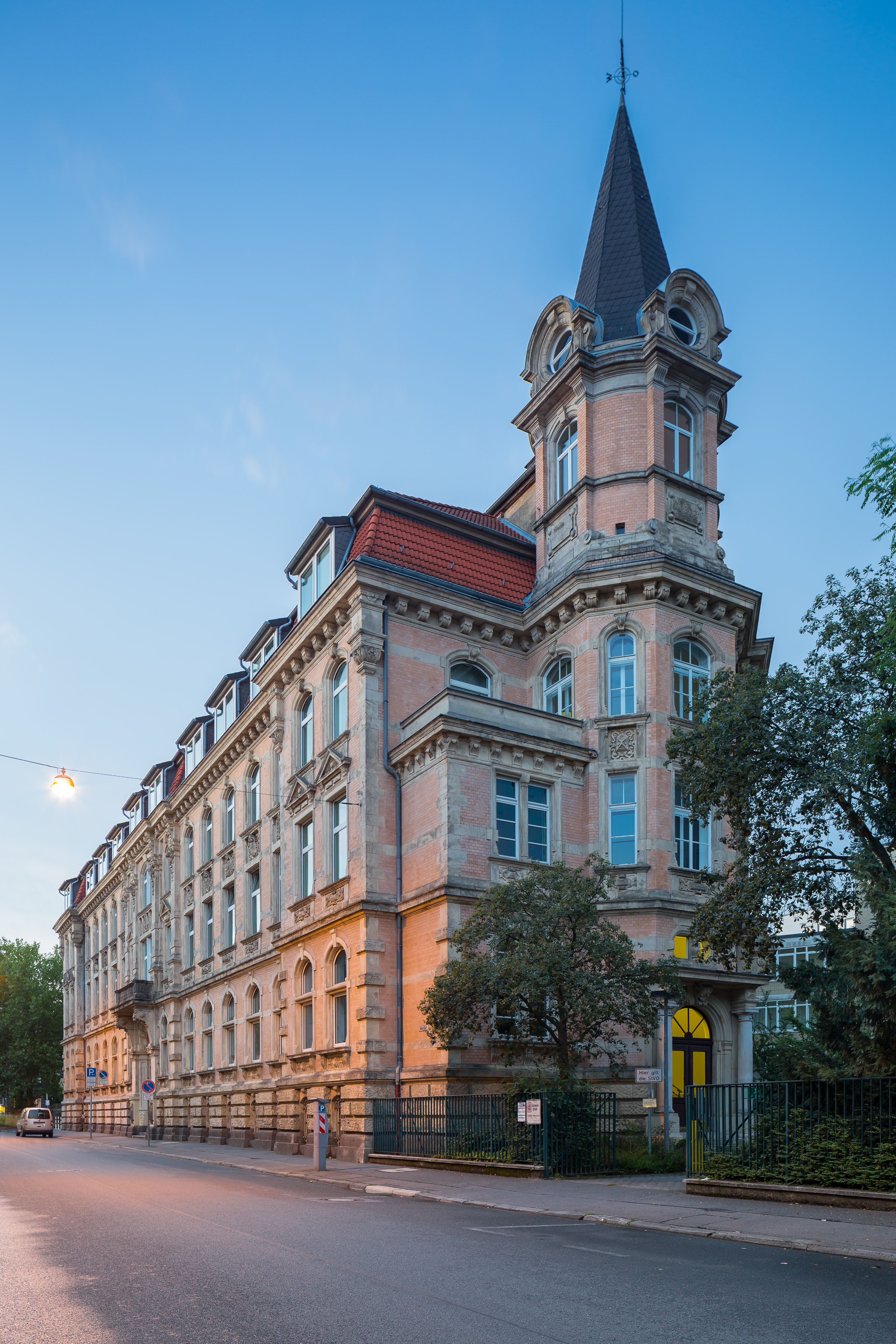
Gebäude der Alters- und Invaliditäts-Versicherungsanstalt in Hannover

Heinrich Siepmann ging Anfang der 1890er Jahre als Sieger aus dem Architekturwettbewerb um den Bau der Alters- und Invaliditäts-Versicherungsanstalt in Hannover hervor.

## Werk
- 1888/1889: Mellini-Theater in Hannover, Artilleriestraße 10 (mit Theodor Hecht)[2]
- 1889: Kreishaus in Mülheim an der Ruhr[3]
- 1892–1894: Verwaltungsgebäude der Alters- und Invaliditäts-Versicherungsanstalt in Hannover, Maschstraße 25
- 1893: Rathaus Styrum[3]

## Weitere Quellen
- Stadtarchiv Mülheim an der Ruhr, Bestand 1550 / 331